# Rozalin (okręg szawelski)
Rozalin (lit. Rozalimas) – miasteczko na Litwie w okręgu szawelskim, Rejon pokrojski, koło Szawel.

## Zabytki
- Kościół Najświętszej Marii Panny w Rozalinie
- Synagoga w Rozalinie
- Kaplica cmentarna – pochodzi z przełomu XVIII i XIX wieku, drewniana, na planie prostokąta z boczną zakrystią. Czworoboczna wieża z ośmiobocznym bębnem zakończonym kopułą[1].
- Przy wejściu na cmentarz niewielka kaplica grobowa w kształcie domku, tablica z lewej strony nieczytelna ,,... z Weryhów ...olkingowey”. Żeliwne krzyże (Hurczyn, Pacewicz, Statkiewiczowie).